# Eille Norwood
Eille Norwood (Iorque, 11 de outubro de 1861 – Londres, 24 de dezembro de 1948) foi um ator britânico, cuja carreira tem sido marcada por suas muitas encarnações do personagem Sherlock Holmes.

## Filmografia selecionada
- The Tavern Knight (1920)
- Gwyneth of the Welsh Hills (1921)
- The Hound of the Baskervilles (1921)
- The Sign of Four (1923)